# Asimetrična enkripcija
Asimetrična enkripcija, tudi nesimetrična enkripcija ali enkripcija z javnim ključem je enkripcija, kjer je za kriptiranje uporabljen drug ključ (javni ključ) kot za dekriptiranje (privatni oziroma zasebni ključ). Postopki so narejeni tako, da je s poznavanjem javnega ključa zelo težko ugotoviti, kakšen je pripadajoč zasebni ključ. Tako lahko z javnim ključem vsakdo kriptira podatke, vendar jih lahko dekriptira le oseba z zasebnim ključem. Da pa se lahko vrši obojestranska komunikacija, si morata osebi najprej izmenjati lastna javna ključa, ki ju nato vsak na svoji strani uporabljata za kriptiranje odhodnih sporočil.